# Edmund John Bowen
Edmund (« Ted ») John Bowen (29 avril 1898 - 19 novembre 1980) est un chimiste britannique,.

## Biographie
Né à Worcester, en Angleterre, EJ Bowen fréquente la Royal Grammar School de Worcester. Il remporte la bourse Brackenbury en 1915 et 1916 à l'université d'Oxford où il étudie la chimie. Il retourne au Balliol College après avoir servi comme sous-lieutenant dans la Royal Garrison Artillery pendant la Première Guerre mondiale. En 1922, il devient fellow en chimie de l'University College, Oxford, succédant à RB Bourdillon, qui est brièvement Fellow in Chemistry au College de 1919 à 1921, mais qui change par la suite son domaine d'intérêt de la chimie à la médecine. Bowen est également économe domestique du University College et surveillant junior de l'Université d'Oxford en 1936.
Élu membre de la Royal Society en 1935 pour ses recherches sur la fluorescence il reçoit la médaille Davy en 1963. Il écrit un livre fondateur intitulé The Chemical Aspects of Light,. Il est vice-président de la Faraday Society et de la Chemical Society.
Une grande partie des travaux de recherche de Bowen est menée aux laboratoires Balliol-Trinity à Oxford,. Il est un souffleur de verre accompli pour son appareil chimique et produit même des œuvres d'art en verre. Sa conférence Liversidge de 1966 sur la fluorescence est basée sur les recherches de toute une vie. Après sa retraite en juin 1965, il est élu membre honoraire du University College le 6 octobre 1965. Il est l'un des membres les plus anciens de ce collège (43 ans en tant que membre ordinaire et un total de 59 ans). Une salle du collège porte son nom. Il est également un éminent ancien élisabéthain de Worcester siégeant à son comité pendant de nombreuses années et organisant la branche d'Oxford de ce club.
En mai 1931, Bowen, alors professeur d'université, assiste à une série de trois conférences données par Albert Einstein à Rhodes House à Oxford. Après la deuxième conférence du 16 mai, il aide à sauver le tableau noir utilisé par Einstein, Sir Francis Wylie (directeur de la maison de Rhodes) l'a officiellement présenté au musée de l'histoire des sciences d'Oxford où il reste exposé de manière proéminente à ce jour.
En plus de la chimie, Bowen s'intéresse également à la géologie, en particulier autour de Ringstead Bay sur la côte jurassique du Dorset sur la côte sud de l'Angleterre. Perisphinctes boweni, une ammonite de la période jurassique, porte son nom,. Bowen participe au musée d'histoire naturelle de l'université d'Oxford et produit une maquette du Soleil, de la Terre et de la Lune pour les galeries supérieures du musée.
Bowen vit la majeure partie de sa vie professionnelle à Park Town et est enterré au cimetière de Wolvercote, au nord d'Oxford. Bowen est marié à Edith Moule et ils ont un fils Humphry Bowen (en) (également chimiste) et une fille.